# Masseler
Masseler is een plaats in de gemeente Goesdorf en het kanton Wiltz in Luxemburg.
Masseler telt 34 inwoners (2001).